# Roman Popow
Roman Ołehowycz Popow, ukr. Роман Олегович Попов (ur. 29 czerwca 1995 w Mikołajowie) – ukraiński piłkarz, grający na pozycji pomocnika lub obrońcy.

## Kariera piłkarska

### Kariera klubowa
Wychowanek MFK Mikołajów, barwy którego bronił w juniorskich mistrzostwach Ukrainy (DJuFL). 11 sierpnia 2013 rozpoczął karierę piłkarską w pierwszej drużynie mikołajowskiego klubu. W marcu 2015 został zaproszony do Metałurha Zaporoże, w którym grał do grudnia 2015. 13 lutego 2016 zasilił skład Zirki Kirowohrad. W lipcu 2017 wrócił do MFK Mikołajów. 17 stycznia 2020 zasilił skład Czornomorca Odessa.